# مانع الكتابة (عتاد)
مانِعُ الكِتابة هو نوع متخصص من أجهزة التحكم في القرص الصلب [الإنجليزية]، يستخدمهُ مُحقق الأدلة الجنائيَّة الرقميَّة، لغرض الوصول للقراءة فقط إلى محركات أقراص الحاسوب، دون التعرض لخطر إتلاف مُحتويات محرك الأقراص.
يسمح  جهاز مانع الكتابة  بقراءة البيانات فقط من دون القدرة على تعديلها ويسمح بالوصول الآمن للبيانات على محركات الأقراص الثابتة لتوفير الحماية الكاملة للمحتوى من أي تغييرات.
كما أنه لا يسمح بالكتابة أو التعديل خلال فحص البيانات أو نسخها.
يستخدم مانع الكتابة في الأدلة الجنائية الرقمية والتحقيقات الإلكترونية وفي إجراءات القرصنة وحالات الاحتيال الرقمي.
يحافظ مانع الكتابة على سلامة الأدلة الإلكترونية التي تستخدم في المحاكم كما أنه يؤمن استعراض آمن للبيانات.
ويعتبر جهاز Tableauمن الأمثلة الأكثر شيوعا للعلامات التجارية لهذا النوع من العتاد.